# Drosophila flaviceps
Drosophila flaviceps är en tvåvingeart som beskrevs av Grimshaw 1901. Drosophila flaviceps ingår i släktet Drosophila och familjen daggflugor.
Artens utbredningsområde är Hawaii.